# Soko (południowa Juda)

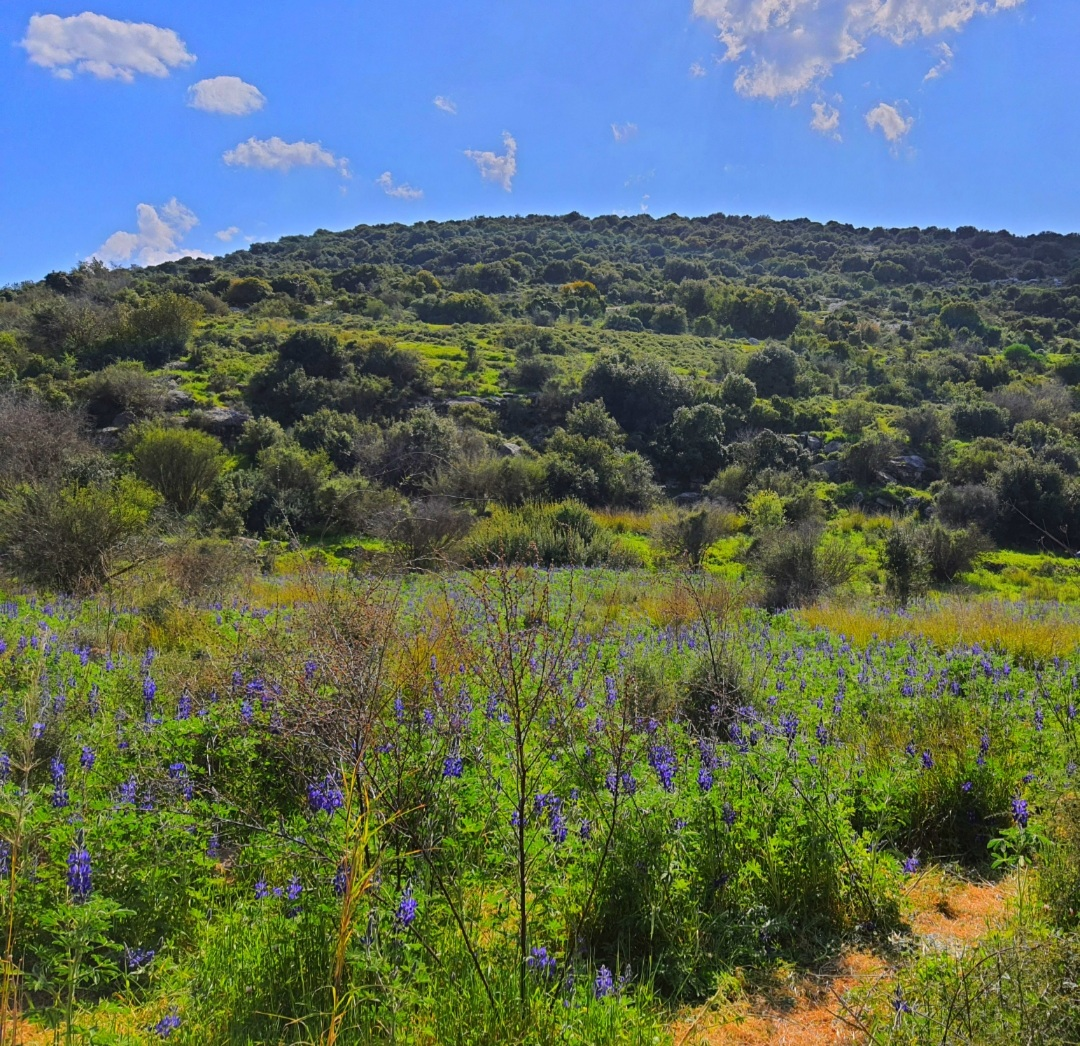
panorama Soko

Soko, Szoko, Szocho (hebr. שֹוֹכֹה) – górskie miasto biblijne, według Księgi Jozuego (Joz 15,48) położone na południu terytorium Judy. 1 Księga Kronik (1 Krn 2,55) wzmiankuje, że w mieście rezydował ród skrybów. Soko identyfikowane jest ze współczesnym Chirbet Szuwejke.